# Korlino
Korlino (deutsch Körlin) ist ein Dorf in der Woiwodschaft Westpommern in Polen. Es gehört zur Gmina Postomino (Gemeinde Pustamin) im Powiat Sławieński (Schlawer Kreis).
Der Ort sollte nicht mit der pommerschen Stadt Karlino (Körlin an der Persante) verwechselt werden.

## Geographische Lage
Das Bauerndorf Korlino liegt 16 Kilometer nördlich von Sławno (Schlawe) und 20 Kilometer nordöstlich von Darłowo (Rügenwalde) an einer Nebenstraße, die Postomino (Pustamin) und Marszewo (Marsow) mit Drozdowo (Drosedow) und Darłowo verbindet. Seit die bis 1945 bestehende Bahnstrecke Schlawe–Stolpmünde mit der Bahnstation Pustamin nicht mehr in Betrieb ist, hat Korlino nur noch über Darłowo Anschluss an das Bahnnetz.
Korlino liegt am westlichen Hang der Niederung des Klaśztorna (Klosterbach), der Chudaczewo (Alt Kuddezow) entspringt und bei Łącko (Lanzig) in den Jezioro Wicko (Vietzker See) mündet. Nachbarorte sind im Westen Wszedzień (Scheddin) und Naćmierz (Natzmershagen), im Norden Łącko (Lanzig), im Osten Królewo (Krolow) und im Süden Chudaczewo (Alt Kuddezow) und Masłowice (Masselwitz). Die Höhenlage entspricht etwa 10 Metern über dem Meeresspiegel.

## Geschichte
In einer Urkunde des Stadtarchivs in Schlawe wurde das Dorf Körlin erstmals 1347 genannt. 1394 steht der Ortsname in einer Urkunde, in der Herzogin Adelheid bei Lanzig die Gründung des Kartäuserklosters Marienkron gestattet.
Im Jahre 1784 hatte das Dorf 1 Freischulzen, 11 Bauern, 2 Landkossäten, 1 Straßenkossäten (der zugleich Schulmeister ist) und 4 Büdner. 1818 zählte Körlin 170 Einwohner, 1864 waren es bereits 338, und im Jahre 1939 stieg die Zahl auf 440.
In der agrarischen Gemeinde gab es nur wenige Gewerbebetriebe: 1 Musiker, 1 Maurer, 1 Schmied, 1 Tischler und 1 Sattler. Letzter deutscher Bürgermeister war Wilhelm Pramschüfer.
Am 7. März 1945 besetzten sowjetische Truppen Körlin. Wie ganz Hinterpommern wurde der Ort polnischer Verwaltung unterstellt. Anfang Dezember 1945 begann die Zuwanderung von Polen und Ukrainern, die hauptsächlich aus Gebieten östlich der Curzon-Linie stammten, und es setzten die ersten Vertreibungen Körliner Familien ein, die dann im Februar 1946 und im Juni 1947 fortgesetzt wurden. Nahezu alle deutschen Einwohner mussten das Dorf verlassen, und der Ortsname wurde von der polnischen Verwaltung in ‚Korlino‘ umbenannt.

### Ortsgliederung bis 1945
Bis 1945 gehörte zur Gemeinde Körlin ein Wohnplatz:
- Fichtkaten (polnisch: Przyblocie), eine heute nicht mehr existente Siedlung, südöstlich des Dorfes gelegen. Hier bestand ein Arbeitsdienstlager mit 150 Mann, die in der statistischen Bevölkerungszahl von 1939 enthalten sind.

### Körliner Ländchen (Przybudówka-Królewo)
Zum Dorf Körlin gehörte das Körliner Ländchen (polnisch: Przybudówka-Królewo), ein Abbau mit acht Anwesen, 1,5 Kilometer südwestlich von Körlin. Das Körliner Ländchen bildete zugleich den nordöstlichen Teil des Lanziger Ländchens.

## Kirche
Die Körliner Einwohner waren vor 1945 fast ausnahmslos evangelischer Konfession. Das Dorf war mit den Orten Lanzig (heute polnisch: Łącko), Krolow (Królewo), Krolowstrand (Królewice, heute nicht mehr existent), Natzmershagen (Naćmierz), Neuenhagen, Amt (Jezierzany), Scheddin (Wszedień), Vietzke (Wicko, nicht mehr existent) und Vietzkerstrand (Wicko Morskie) in das Kirchspiel Lanzig integriert. Es zählte im Jahre 1939 insgesamt 2706 Gemeindeglieder und lag im Kirchenkreis Rügenwalde (Darłowo) der Kirchenprovinz Pommern der evangelischen Kirche der Altpreußischen Union. Letzter deutscher Geistlicher war Pfarrer Hans Gaedicke.
Heute werden die evangelischen Bewohner der überwiegend zur katholischen Kirche in Polen gehörenden Ortschaft vom Pfarramt in Stolp in der Diözese Pommern-Großpolen der Evangelisch-Augsburgischen Kirche in Polen betreut.

## Schule
Ein Schulmeister wird in Körlin bereits 1784 erwähnt. Das große, geräumige Schulgebäude mit zwei Klassenräumen und einer Lehrerwohnung ist in den 1920er-Jahren errichtet worden. Letzter deutscher Schulmeister war Paul Burow.